# Side (település)
Side Törökország Antalya tartományának Manavgat körzetében fekvő városa, melynek történelme i. e. a 7. századig vezethető vissza. Ma vonzó turistacélpont a török riviérán.

## Története
Sidét aiolok (ókori görög törzs) alapították, nevének jelentése egyes források szerint „gránátalma”, mely a Sidében vert pénzérméken is látható, más források szerint Danaosz (akit a törökök Tauros néven ismernek) egyik leányáról, Szidáról (Sida) kapta a nevét.
A Nagy Sándort követő két évszázadban a város nagyrészt szeleukida kézen volt, időnként az egyiptomi Ptolemaida dinasztia uralta. Side fénykorát az i. e. 2. és i. sz. 3. század között élte, amikor gyümölcsöző kapcsolatot ápolt a Római Birodalommal. Ekkor épült a város számos meghatározó épülete. A Kr. u. 4. századtól kezdve fokozatosan veszített jelentőségéből, földrengések rázták meg, tűzvész pusztította, arabok fosztogatták, végül a 10. századra teljesen elhagyatottá vált. A 12. századból származó arab feljegyzések szellemvárosként említik.
1895-ben Kréta szigetéről érkeztek ide törökök, újra benépesítve és újjáépítve a várost.

## Képek

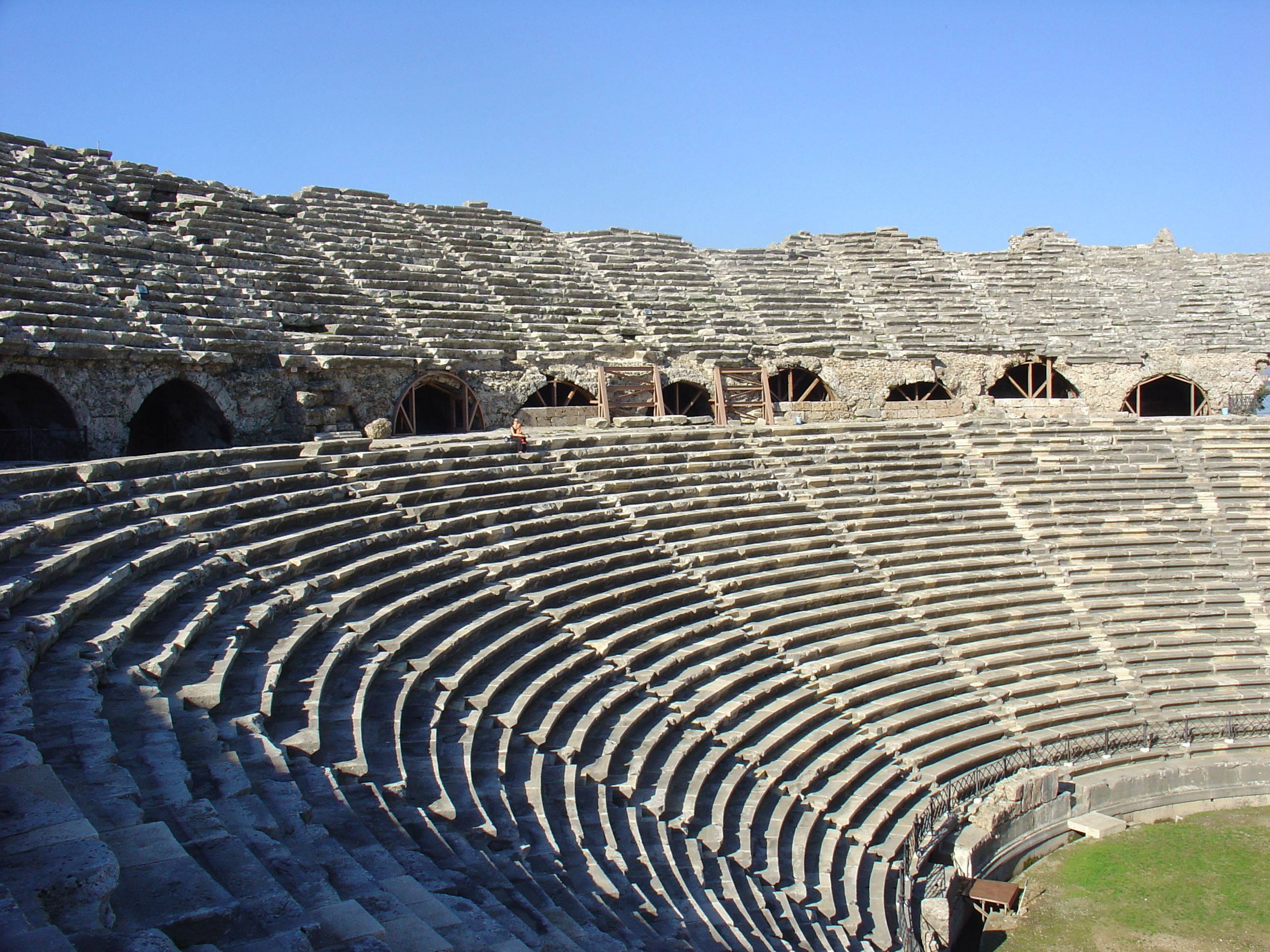
Római színház
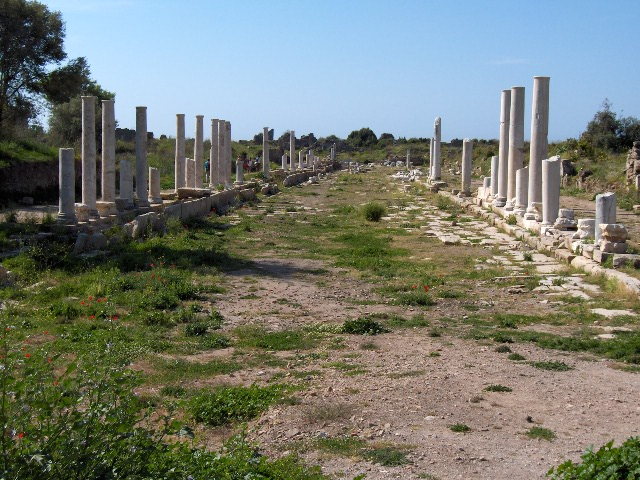
Agóra
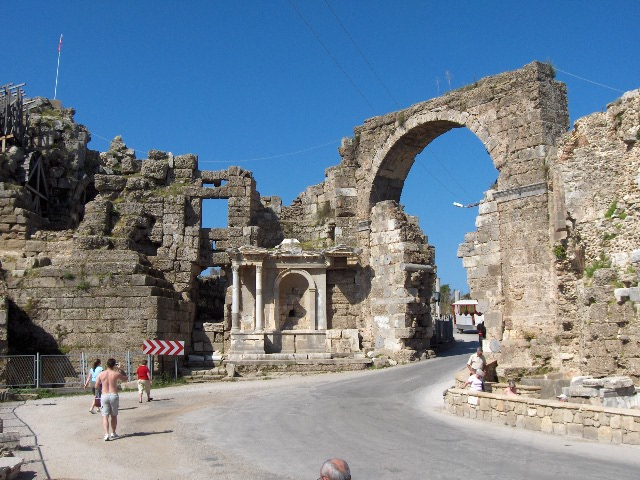
A „Nagy Kapu”
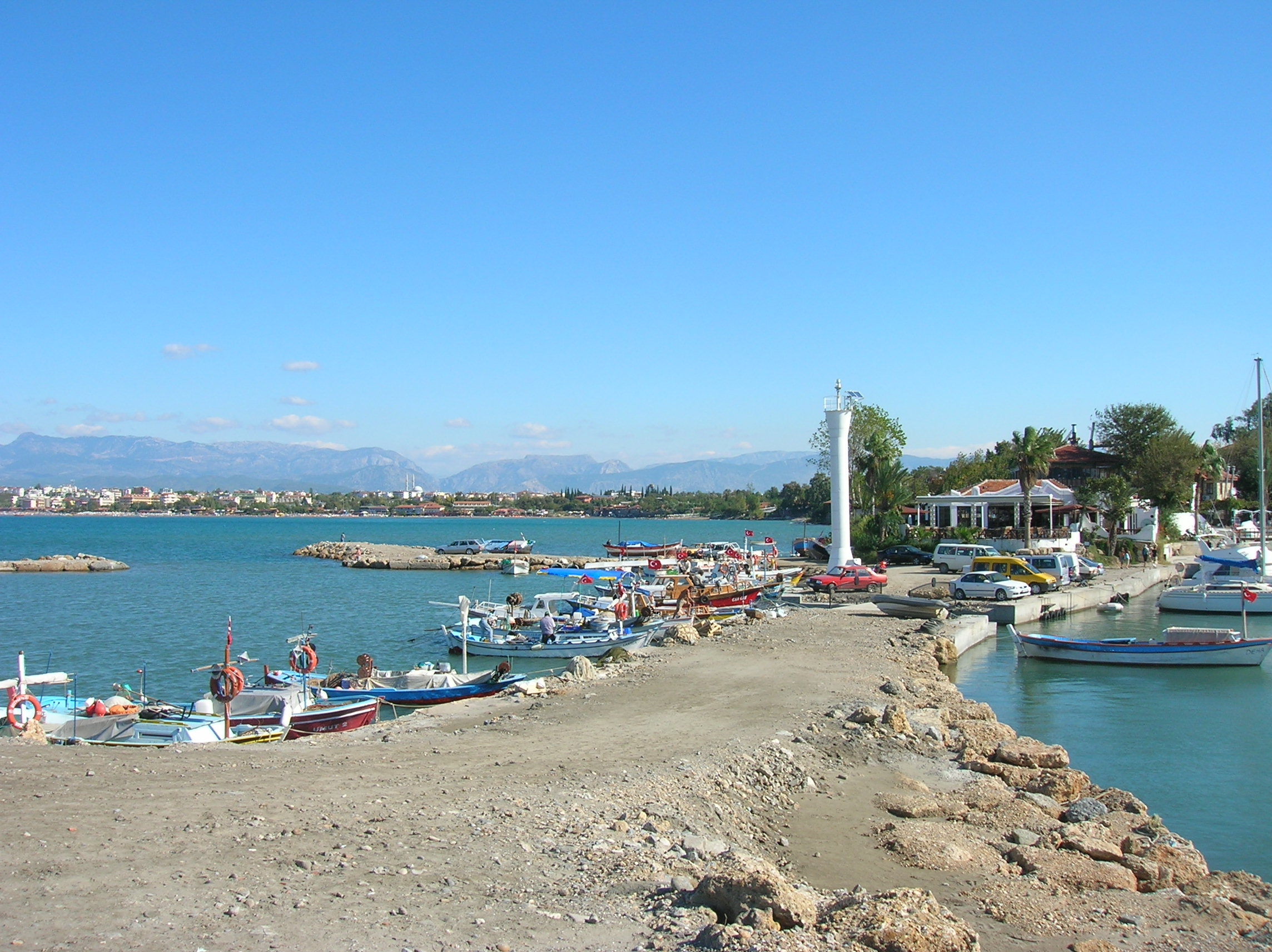
Side ma (2006)